# Lalbenque
Lalbenque é uma comuna francesa na região administrativa de Occitânia, no departamento de Lot. Estende-se por uma área de 52,24 km². Em 2010 a comuna tinha 1 780 habitantes (densidade: 34,1 hab./km²).